# Léon Teisserenc de Bort
Pour les articles homonymes, voir Teisserenc de Bort et Bort.
Léon Teisserenc de Bort, né à Paris le 6 novembre 1855 et mort à Cannes le 2 janvier 1913, est un météorologue français qui a développé l'observation et l'étude de l'atmosphère par l'utilisation de ballons instrumentés. Il est aussi le codécouvreur, avec Richard Aßmann, de la stratosphère. Des cratères sur la Lune et sur Mars portent son nom.

## Carrière
Teisserenc de Bort rejoignit le Bureau central météorologique (BCM) en novembre 1878, six mois après sa création. Selon son directeur, Eleuthère Mascart, il y travaillait « avec la plus grande activité ». Celui-ci demanda au ministre de l'Instruction publique, dont dépend le BCM, « la nomination de M. Teisserenc de Bort comme météorologiste adjoint de 2e classe avec un traitement de 2500 Fr [...] à partir du 1er janvier 1879. » (lettre d'E. Mascart au Ministre du 4 août 1879, aux Archives nationales). Il devint chef du service de Météorologie générale, aux côtés de Fron, chef du service des avertissements (c'est-à-dire des prévisions), et d'Angot, chef du service de climatologie.

Lassé du manque de moyens du BCM, il le quitta en 1892 et décida de développer ses recherches sur la haute atmosphère. Il installa sur sa fortune propre à Trappes (Yvelines) un observatoire privé de météorologie en 1896 ; il y conduisait des travaux originaux, en particulier pour photographier les nuages, destinés à la publication d'un Atlas international des nuages dans le cadre de l’Organisation météorologique internationale. À partir de 1898 débuta l'exploration verticale de l'atmosphère à l'aide de cerf-volant puis de ballon-sonde : plus de 1 200 ascensions entre 1898 et 1906. Le premier ballon libre quittait Trappes le 7 avril 1898. Teisserenc de Bort lançait ses ballons de nuit afin d'éviter les effets perturbateurs de l'insolation sur les instruments. C'est à la fin de 1898, ou au plus tard, lors de l'ascension du 8 janvier 1899 qu'il fit une découverte capitale, celle de la « couche isotherme » plus tard nommée stratosphère. En 1900, il réglementa et supervisa le grand concours de cerfs-volants de l'Exposition universelle de 1900, sur le terrain d'évolution du concours du parc d'aérostats (bâtiment tout spécialement construit à Vincennes). Il avait multiplié les lancers et les vérifications avant d'en faire la relation à l'Académie des sciences le 28 avril 1902, après 236 ascensions de ballons-sondes effectuées à Trappes, notant qu'au-delà d'une certaine altitude, de 8 à 12 km, suivant les conditions atmosphériques, la température cesse de décroître, voire augmente légèrement. (Alfred Fierro, Histoire de la météorologie, Denoël, 1991).
Teisserenc de Bort fut élu membre de l'Académie des sciences en 1910.

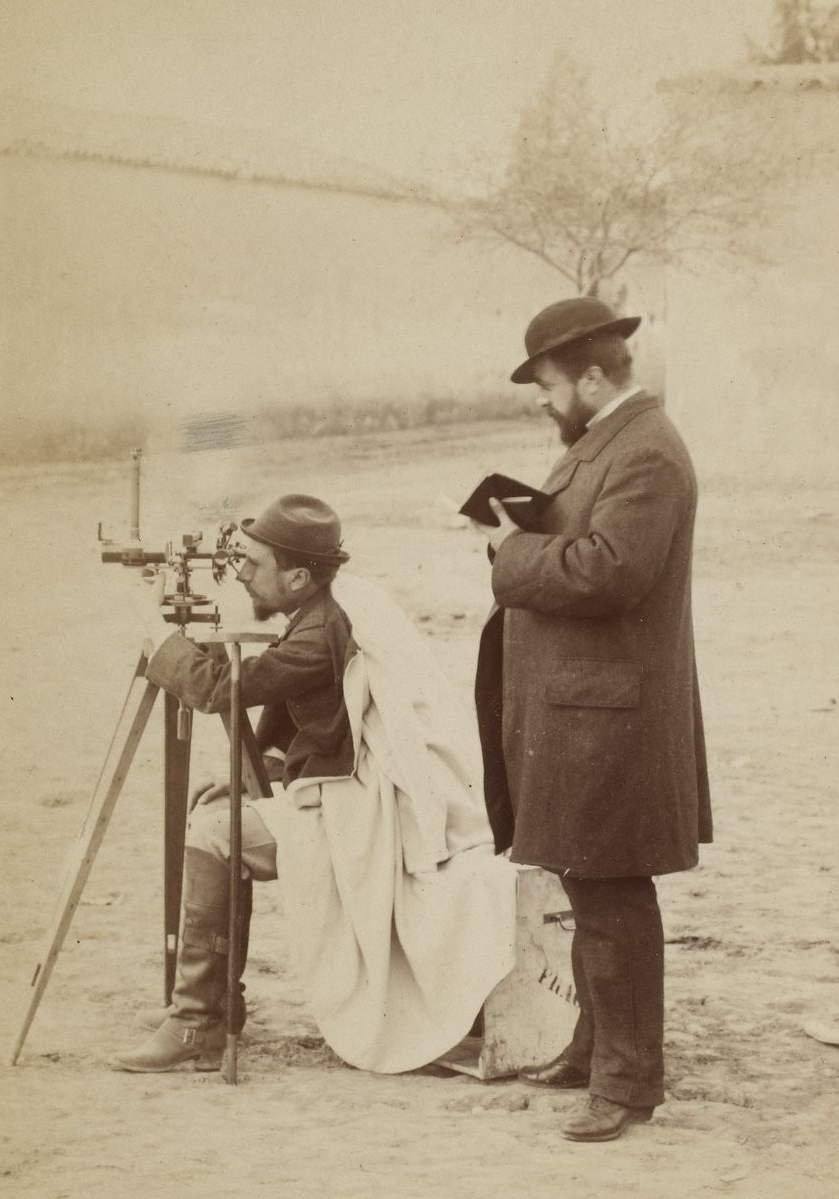
Léon Teisserenc de Bort et Decaudin-Labesse, debout (1883).

À sa mort en 1913, il légua son observatoire à l'État.

## Aérologie
Après plus de 200 lâchers de ballons, souvent effectués de nuit pour éviter les effets du rayonnement solaire, Teisserenc de Bort en arriva en 1902 à la conclusion (incomplète) que l'atmosphère terrestre se composait de deux couches. Il les baptisa troposphère et stratosphère, une convention qui est toujours en vigueur. Vers la même époque, le météorologue allemand Richard Assmann fit la même découverte. Les deux hommes se connaissaient et ont échangé à ce sujet. Léon Teisserenc de Bort considérait au début qu'il s'agissait d'un problème d'instrumentation mais avec 236 ballons qui confirmaient ce résultat, le doute n'était plus permis. 
Entre les deux, s'étendant en gros entre 10 000 et 16 000 mètres selon la saison et le lieu, il nota une couche isotherme où la température cessait de décroître comme dans la troposphère mais n'augmentait pas encore de façon significative avec l'altitude comme dans la stratosphère. Cela mettait fin à la polémique scientifique sur le sommet de l'atmosphère. Les trois couches externes supplémentaires — la mésosphère, la thermosphère et l'exosphère — étaient hors de portée des ballons-sondes de Teisserenc de Bort, et lui restèrent donc inconnues.

## Autres recherches
Teisserenc de Bort a aussi réalisé des travaux de géophysique. Il parcourut le Sud de la Tunisie et de l'Algérie, laissant un récit de voyage (1883). Il publia des cartes magnétiques de l'Algérie, du Sahara, et de la Tunisie en 1888.

## Archéologie
Chargé d'une mission scientifique, dans le Sahara algérien et tunisien, M. Léon Teisserenc de Bort y a recueilli d'abord avec ses compagnons d'études de forts nombreux silex taillés particulièrement dans la région encore inexplorée qu'il traverse pour aller de Touggourt à Bereçof, de Bereçof à Guettariàt, et de ce dernier point au Nefzaoua, c'est-à-dire sur un espace de 230 kilomètres, aujourd'hui désert, et qui a dû être relativement plus habité aux âges préhistoriques, car on ne peut pas expliquer d'une autre manière le nombre de ces silex taillés. Souvent, d'ailleurs, ces silex sont accompagnés de nombreux débris de poterie grossière gisant sur le sol.

### Sépultures dans des jarres à filiach, près deBiskra(Algérie)
M. Teisserenc de Bort présente aussi les photographies des fouilles qu'il a faites aux environs de Biskra, avec le gracieux concours de MM. Fau et Fourreau, de Biskra, et qui ont amené la découverte de jarres de grandes dimensions emboîtées deux par deux, les unes dans les autres, et qui ont servi de tombes à une époque éloignée. La pointe de l'une des jarres est brisée, et l'extrémité ainsi mutilée se trouve engagée dans une autre jarre éventrée de la même façon. Le corps à ensevelir était placé dans ces deux jarres réunies, la tête et le tronc dans une jarre, les jambes et les pieds dans l'autre. La poterie Manche ou couleur crique est fine et semble avoir été recouverte d'un vernis verdâtre. Ces sépultures paraissent appartenir à une époque antérieure à celle de l'invasion arabe, elles ne sont d'ailleurs pas orientées vers La Mecque, comme celles des musulmans. La superficie de cette nécropole est considérable : on trouve des tombes sur une longueur de plus de 500 mètres ; elles sont enfouies à une assez faible profondeur dans un sol compact d'alluvion rougeâtre. Les squelettes, en assez mauvais état, indiquent que les corps étaient un peu repliés sur eux-mêmes, et l'un d'eux, mieux conservé, a pu être dessiné dans ses traits principaux. L'ouverture des jarres était oblitérée par une sorte d'entonnoir, qui paraît n'être autre chose que la pointe inférieure préalablement séparée. Les ossements sont mal conservés à cause des infiltrations et inondations d'une rivière voisine, l'oued Biskra. Les eaux ont colmaté les jarres de telle façon que les débris d'ossements sont enfermés dans une terre argileuse très dense. Il n'y a aucun objet de poterie ou de métal dans les jarres. L'étendue de cette nécropole est d'au moins 20 hectares. En un autre point des Zibans, on a trouvé, il y a quelques années, une nécropole de ce genre, mais là il y a trois étages de jarres superposées, et en dessus, des cercueils d’un bois résineux qui paraît être du thuya.

## Legs
Après sa mort en 1913, ses héritiers léguèrent, selon son vœu, son observatoire à l'État afin que ses recherches puissent être poursuivies. Plusieurs services de Météo-France y sont installés.  Des radiosondes sont lancées deux fois par jour par le Centre météorologique de Trappes mais le lancer est automatisé depuis 2015. Ces données d'altitude sont assimilées par les modèles de prévision.